# Zucchini
Zucchini là một cuốn tiểu thuyết thiếu nhi năm 1982 của Barbara Dana, do Eileen Christelow vẽ hình minh họa. Tập tiếp theo của cuốn sách có tên Zucchini Out West.

## Nội dung
Cuốn sách kể về một cậu bé người New York, tên là Billy, cùng với chú chồn sương của cậu, tên là Zucchini. Trong cuốn sách có những chi tiết không chính xác về chồn, chẳng hạn như chúng là loài gặm nhấm ăn cỏ.

## Giải thưởng
Cuốn sách đã giành được Giải thưởng Maud Hart Lovelace năm 1986 và Giải thưởng Sách thiếu nhi Land of Enchantment 1986-1987.

## Lịch sử ấn hành
| ISBN               | Nhà xuất bản  | Bìa sách                  | Ngày ấn hành |
| ------------------ | ------------- | ------------------------- | ------------ |
| ISBN 0-06-021394-9 | Harper & Row  | bìa cứng, ấn bản đầu tiên | 1982         |
| ISBN 0-06-021395-7 | HarperCollins | bìa cứng                  | 1982         |
| ISBN 0-553-15285-8 | Bantam Books  | bìa mềm                   | 1984         |
| ISBN 0-553-15437-0 | Yearling      | bìa mềm                   | 1984         |
| ISBN 0-440-41402-4 | Yearling      | tái bản bìa mềm           | 1984         |
| ISBN 0-553-15608-X | Skylark       | tái bản bìa mềm           | 1984         |
| ISBN 0-8085-5031-4 | Bt Bound      | bìa thư viện              | 1999         |

## Chuyển thể
Cuốn tiểu thuyết đã được chuyển thể thành một tập của CBS Storybreak in 1985.